# Московский драматический театр имени А. С. Пушкина
Моско́вский драмати́ческий теа́тр и́мени А. С. Пу́шкина — драматический театр, расположенный на Тверском бульваре в Москве. Был основан в 1950 году. Занимает здание закрытого во время борьбы с космополитизмом (1949) Камерного театра Александра Таирова, часть труппы которого также перешла в МДТ. Первым главным режиссёром театра стал Василий Ванин. Театр расположен в особняке XVIII века. С июня 2010 года художественным руководителем является Евгений Писарев.

## История

### Строение
В конце XVI века на территории будущей Тверской улицы появилось третье оборонительное кольцо Москвы — Белый город с крепостной стеной и башнями. Через двести лет строение пришло в негодность, и при Екатерине II его разобрали. На освободившемся месте были разбиты бульвары, первым из которых стал Тверской, изначально просто Бульвар. Название к нему перешло от улицы, к которой он примыкал. 18 июня 1880 года на бульваре был открыт первый памятник Александру Пушкину.
Дом № 23 украшает Тверской бульвар очень давно. Самые ранние сведения об этом здании относятся ко времени императрицы Екатерины Великой. В 1779 году тайный советник князь И. А. Вяземский продал двор с домом в приходе церкви Иоанна Богослова бригадирше А. С. Дмитриевой-Мамоновой за 3300 золотых рублей. В описании особняк был назван «каменными старыми палатами». Его протяженность по фасаду была значительно короче, чем сейчас. Дом в разное время многократно перестраивали и расширяли по заказу владельцев: генерала-майора И. Ф. Дмитриева-Мамонова, затем полковника П. А. Кологривова, позднее представителей старинного рода Вырубовых. В середине XIX века фасад переделали в модном эклектическом стиле.
В начале XX столетия дом купил действительный статский советник Портнов. Первый этаж он сдавал клубу циклистов (так тогда называли велосипедистов) и музыкально-драматическому кружку, а второй — частной гимназии. В 1911 году дом приобрели братья Паршины, которые, по одним источникам, стали сдавать его под квартиры, а по другим, разместили в нём бухгалтерские курсы и воинское присутствие.

### Камерный театр
В 1914 году режиссёр Александр Таиров занимался поисками помещения для собственного театра. Жена режиссёра, Алиса Коонен, ставшая впоследствии ведущей актрисой Камерного театра, вспоминала:
Моё внимание ещё раньше привлекал один особняк с красивой дверью из чёрного дерева. По вечерам в окнах не было света. Таиров оглядел особняк и согласился, что в нём «что-то есть», и, подойдя к двери, решительно позвонил… Таинственный особняк принадлежал трём братьям Паршиным. Четыре зала, идущие анфиладой, не годятся, чтобы сделать театр… Ломать их грешно. Но есть возможность пристроить к ним небольшой зрительный зал и сцену. Само здание просто создано для театра.
В мае 1914 года здание особняка реконструировали, по соседству с церковью Иоанна Богослова сделали пристрой — зрительный зал и сцену. Анфилада особняка стала парадным фойе. 12 декабря того же года прошёл первый спектакль — «Сакунтала» по драме древнеиндийского автора Калидасы. В 1920-е годы особняк перестроили и расширили. В здании закрытой церкви Иоанна Богослова устроили театральные мастерские. Камерный театр был закрыт в 1949 году.

### Становление драмтеатра

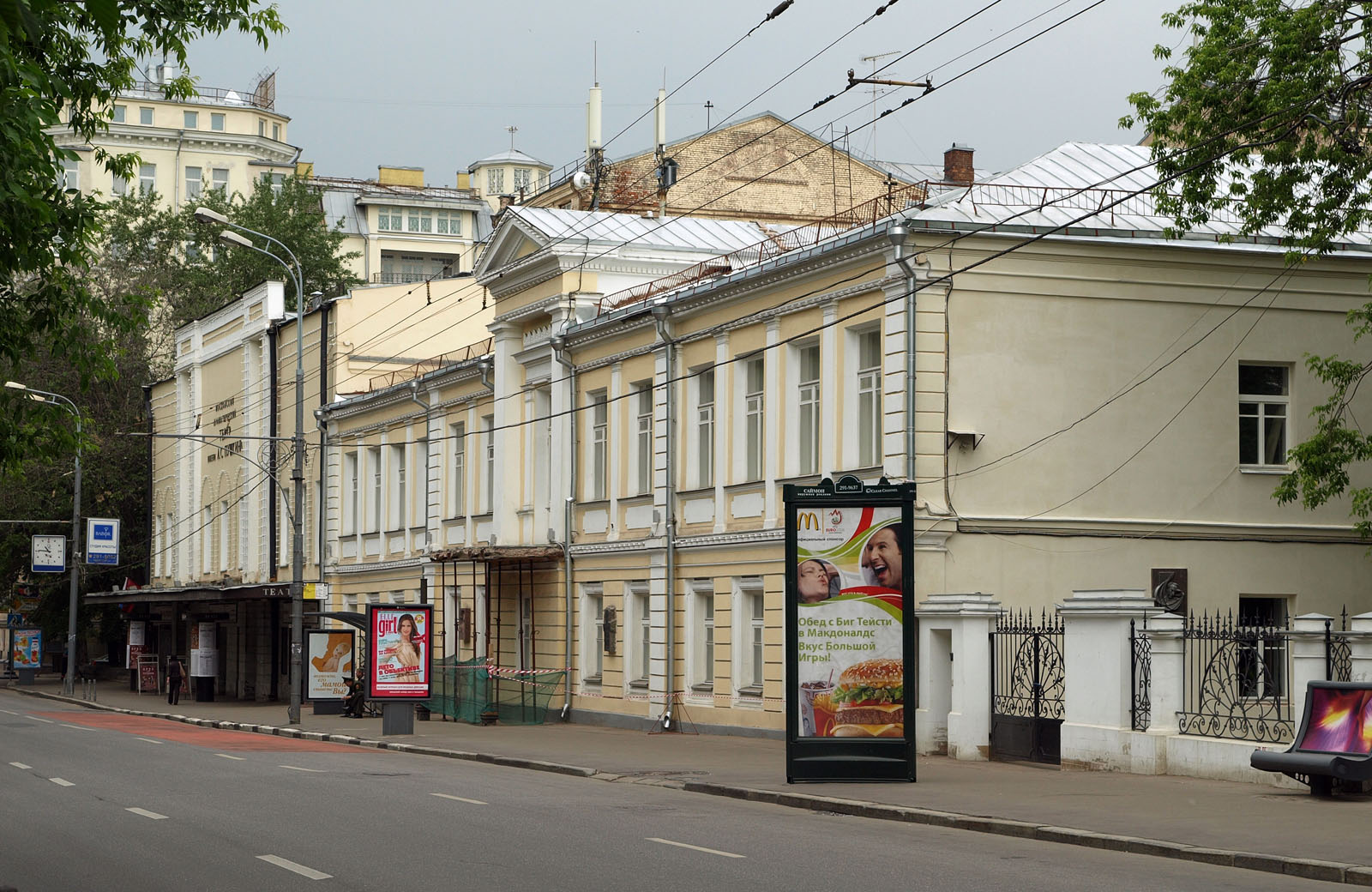
Здание Театра имени Пушкина за усадьбой Яковлева, 2008 год

В 1950 году, после нескольких месяцев капитального ремонта, в здании разместился Театр имени Пушкина, в который перешла на работу часть труппы Камерного театра. В ходе ремонта здание несколько перестроили: фасад оставили прежним, а зал выполнили в традиционном стиле, отделав его пунцовым бархатом и позолотой, над сценой повесили хрустальную люстру и герб СССР.
Первым главным режиссёром театра стал народный артист СССР, трижды лауреат Сталинской премии Василий Ванин. Ему было поручено организовать «советский театр». По мнению главного режиссёра, репертуар должен был состоять из русской классики и пьес современных советских драматургов. В день открытия, 21 октября 1950 года, был показан спектакль «Из искры…» по пьесе драматурга Шалвы Дадиани, посвящённой революционной деятельности Иосифа Сталина во время его пребывания в Батуми. Через три дня театр представил публике второй спектакль — «Украденное счастье» по пьесе Ивана Франко. Режиссёр поставил по сказке «Аленький цветочек» спектакль, который идёт более 60 лет и был показан больше 5000 раз. За год до смерти, в 1951 году, Василий Ванин сыграл последнюю роль — Расплюева в спектакле «Свадьба Кречинского» Александра Сухово-Кобылина.
С 1952 по 1953 год должность главного режиссёра занимал народный артист СССР Борис Александрович Бабочкин. При нём был поставлен ещё один спектакль-долгожитель: «Тени». С 1953 по 1960 год театром руководил народный артист СССР Иосиф Михайлович Туманов, а с 1960-го по 1971-й — народный артист России Борис Равенских, с которым связана эпоха высокой романтики театра, с его именем связан спектакль «Свиные хвостики». С 1971 по 1978 год театром руководил народный артист РСФСР Борис Никитич Толмазов.
После смерти Алисы Коонен в 1974 году её квартиру, которая была соединена с театром коридором и имела отдельный вход, присоединили к театру и перестроили. В новом помещении расположились гримёрные и малый репетиционный зал. В основном зале закрыли оркестровую яму, освободившееся место сделали частью сцены.
С 1979 по 1983 год театром руководил Алексей Яковлевич Говорухо, а с 1983-го по 1987-й — Борис Александрович Морозов. В очередной раз здание отреставрировали в 1984 году, после чего для зрителей открыли анфиладу «Пушкинские залы» — в комнатах, упоминаемых Александром Таировым во время посещения здания Паршиных в 1914-м. Во время реставрации помещений в них восстановили оригинальную потолочную лепнину, резьбу и мраморные стены.
С 1987 по 2000 год художественным руководителем являлся народный артист РСФСР Юрий Ерёмин. В последние годы его работы по разным причинам интерес к театру угасал.
В 2001-м году руководить театром стал заслуженный деятель искусств России Роман Козак, который вернул театру популярность. В 2007 году в фойе открылась экспозиция, посвящённая истории театра с 1950 по 2000 год. Премьера последнего спектакля режиссёра «Бешеные деньги» состоялась 11 мая 2010 года, а 28 мая Роман Козак умер.
С июня 2010 года художественным руководителем является заслуженный артист России Евгений Писарев.
С театром сотрудничали Андрей Панин (2000—2003), Николай Фоменко (2000—2010), Александр Феклистов (2000—2003), Валерий Гаркалин (2007—2009), Мария Голубкина (2007—2010), Виктор Вержбицкий, Иван Ургант (2010—2012), Игорь Ясулович.
Также в разное время на сцене играли: 
- Валентин Абрамов (годы работы 1963—1976)
- Юрий Аверин (1965—1984)
- Людмила Антонюк (1960—2000)
- Борис Бабочкин (1952—1953)
- Валерий Баринов (1988—1991)
- Сергей Бобров (1950—1952 и 1955—1977)
- Олег Борисов (1963—1964)
- Георгий Бурков (1984—1987)
- Ольга Викландт (1950—1995)
- Владимир Высоцкий (1960—1962)
- Людмила Геника-Чиркова (1950—1965)
- Юрий Горобец (1961—1971)
- Константин Григорьев (1973—1981)
- Лилия Гриценко (1960—1988)
- Алексей Дикий (1952—1955)
- Инга Ильм (1995—2001)
- Валентина Караваева (1951—1953)
- Афанасий Кочетков (1962—1979)
- Александр Мягченков (1975—1989)
- Михаил Названов (1950—1957)
- Валерий Носик (1965—1972)
- Александр Пороховщиков (1981—2012)
- Фаина Раневская (1955—1963)
- Светлана Родина (1975—1989)
- Андрей Ташков (1987—1998)
- Роман Филиппов (1960—1961)[источник не указан 2557 дней]

## Руководство
| Главные режиссёры - Евгений Писарев (2010 — наст. время) - Роман Козак (2001—2010) - Юрий Ерёмин (1988—2000) - Борис Морозов (1983—1988) - Алексей Говорухо (1979—1983) - Борис Толмазов (1971—1978) - Борис Равенских (1960—1970) - Иосиф Туманов (1953—1960) - Борис Бабочкин (1952—1953) - Василий Ванин (1950—1951) | Режиссёры - Игорь Бочкин (1990 — наст. время) - Алексей Дикий (1952—1955) - Николай Петров (1956-?) - Евгений Писарев (1993 — наст. время) - Нина Чусова (2001) - Юрий Бутусов (2013) - Владимир Мирзоев (2015) |

## Спектакли
- 1950 — «Из искры» Ш. Н. Дадиани, режиссёр: В. В. Ванин; (премьера — 21.10.1950)
- 1950 — «Украденное счастье» И. Я. Франко, режиссёр: В. В. Ванин; (премьера — 24.10.1950)
- 1950 — «Джон — солдат мира» Ю. В. Кроткова, режиссёр: В. В. Ванин; (премьера — 29.11.1950)
- 1950 — «Аленький цветочек» С. Т. Аксакова, режиссёр: Леонид Лукьянов; (премьера — 30.12.1950)
- 1951 — «Свадьба Кречинского» А. В. Сухово-Кобылина, режиссёр: В. В. Ванин; (премьера — 09.03.1951)
- 1951 — «Добрый город»; (премьера — 07.12.1951)
- 1952 — «На бойком месте» А. Островского, режиссёр: О. А. Викландт; (премьера — 21.10.1952)
- 1952 — «Гоголь» С. И. Алешина, режиссёр: И. М. Туманов; (премьера — 21.10.1952)
- 1952 — «Старик» М. Горького, Режиссёр: Л. Л. Лукьянов
- 1953 — «Год сомнений»; (премьера — 28.02.1953)
- 1953 — «Тени» М. Е. Салтыкова-Щедрина, режиссёр: А. Д. Дикий; (премьера − 29.05.1953)
- 1953 — «Огни Одессы» И. Крамова и Л. Волынского, режиссёры: Б. А. Бабочкин и Е. С. Евдокимов; (премьера — 12.09.1953)
- 1953 — «Самодуры»; (премьера — 21.10.1953)
- 1954 — «Иванов» А. П. Чехова, режиссёр: Мария Кнебель; (премьера — 21.10.1954)
- 1954 — «Туфелька Дин»; (премьера — 21.10.1954)
- 1954 — «Поезд можно остановить» Ю. Маккола, режиссёр: И. М. Туманов; (премьера — 21.10.1954)
- 1954 — «Искатели счастья» Орлина Василева, режиссёр: А. И. Ремизова; (премьера — 21.10.1954)
- 1954 — «Шестьдесят часов» З. М. Аграненко, режиссёры: З. М. Аграненко и Е. В. Калужский; (премьера — 21.10.1954)
- 1955 — «Мария Тюдор» Виктора Гюго, режиссёр: И. М. Туманов; (премьера — 21.10.1955)
- 1955 — «Дороги жизни»; (премьера — 21.10.1955)
- 1955 — «Жена» А. М. Борщаговского, режиссёр: И. М. Туманов; (премьера — 21.10.1955)
- 1955 — «Она меняет адрес» Г. Келбакиани, режиссёр: Д. А. Алексидзе; (премьера — 21.10.1955)
- 1956 — «Белый лотос» В. Винникова и Ю. Осноса, режиссёры: И. М. Туманов и М. Л. Лейн; (премьера — 21.10.1956)
- 1956 — «Доктор» (Доктор философии); (премьера — 21.10.1956)
- 1957 — «Игрок» Ф. Достоевского, режиссёр: Н. В. Петров; (премьера — 21.10.1957)
- 1957 — «Как важно быть серьёзным» О. Уайльда, режиссёр: Н. В. Петров; (премьера — 21.10.1957)
- 1958 — «Ураган» Цао-Юй, режиссёр: Н. В. Петров; (премьера — 21.10.1958)
- 1958 — «Столпы общества» Г. Ибсена, режиссёры: И. М. Туманов и М. Л. Лейн
- 1958 — «Деревья умирают стоя» А. Касоны, режиссёры: И. М. Туманов и М. Л. Лейн; (премьера — 21.10.1958)
- 1959 — «Высшее существо»; (премьера — 17.02.1959)
- 1959 — «Трехминутный разговор»; (премьера — 21.10.1959)
- 1959 — «Трасса» И. Дворецкого; (премьера — 21.10.1959)
- 1960 — «Консул Берник» Генрик Ибсен, режиссер: Иосиф Туманов; (премьера — 02.12.1960)
- 1960 — «Доброй ночи, Патриция!», режиссёр: Н. В. Петров; (премьера — 02.12.1960)
- 1960 — «Изгнание блудного беса» («Мракобесы») А. Н. Толстого, режиссёр: Н. В. Петров; (премьера — 02.12.1960)
- 1961 — «Свиные хвостики» Я. Дитла, режиссёр: Б. И. Равенских; (премьера — 02.12.1961)
- 1961 — «Последние соловьи»; (премьера — 02.12.1961)
- 1961 — «День рождения Терезы» Г. Д. Мдивани, режиссёр: Б. И. Равенских; (премьера — 02.12.1961)
- 1962 — «Дневник женщины» К. Я. Финна, режиссёр: Н. В. Петров; (премьера − 23.05.1962)
- 1962 — «Семья Годефруа» Р. Шнайдера, режиссёр: Е. С. Евдокимов; (премьера — 29.07.1962)
- 1962 — «Покой нам только снится» Ю. А. Шевкуненко, режиссёр: Борис Равенских; (премьера — 02.12.1962)
- 1963 — «Романьола» Л. Скурацины, режиссёр: Б. И. Равенских; (премьера — 02.12.1963)
- 1963 — «Петровка, 38» по Ю. С. Семёнова, режиссёр: Б. И. Равенских; (премьера — 02.12.1963)
- 1964 — «Повесть о спасенной любви», режиссёр: Борис Равенских; (премьера — 02.12.1964)
- 1964 — «Тревожное счастье», режиссер: А. А. Ушаков, постановка: Николай Петров; (премьера — 02.12.1964)
- 1964 — «Город влюбленных», режиссёр: Светлана Аннапольская; (премьера — 02.12.1964)
- 1965 — «Поднятая целина» по М. А. Шолохову, режиссёр: Витольд Успенский, постановка: Б. И. Равенских; (премьера — 02.12.1965)
- 1965 — «Джентльмены из Чикаго» Бен Хект и Чарльз Макартур, режиссёр: Дмитрий Вурос; (премьера — 02.12.1965)
- 1965 — «Парусиновый портфель» по Михаил Зощенко, режиссёр: Оскар Ремез; (премьера — 26.12.1965)
- 1966 — «Шоколадный солдатик» Б. Шоу, режиссёр: Б. И. Равенских; (премьера — 28.06.1966)
- 1966 — «Разорванный рубль», режиссёр: Оскар Ремез; (премьера — 26.08.1966)
- 1966 — «Дни нашей жизни» Леонид Андреев, режиссёр: Б. И. Равенских; (премьера — 02.12.1966)
- 1967 — «Доктор Вера», режиссёр: Оскар Ремез; (премьера — 30.08.1967)
- 1967 — «Метель» Л. М. Леонова, режиссёр: Б. И. Равенских; (премьера — 07.11.1967)
- 1968 — «Воскресенье в Риме» Горни Крамера, Режиссёр: Б. И. Равенских; (премьера — 31.05.1968)
- 1968 — «Зыковы» М. Горький, режиссёры: Витольд Успенский, Петр Васильев; (премьера — 24.06.1968)
- 1969 — «Дуэль» по пьесе М. Байджиева, режиссёр: Б. И. Равенских; (премьера — 30.03.1969)
- 1969 — «Обломов» И. А. Гончарова, режиссёр: Оскар Ремез; (премьера − 29.06.1969)
- 1969 — «Пока он не выстрелил» Романа Романова, режиссёр: Витольд Успенский; (премьера — 28.12.1969)
- 1970 — «Страна Айгуль»; (премьера — 31 марта 1970)
- 1970 — «Незримый друг»; (премьера — 6 декабря 1970)
- 1971 — «Драматическая песня» по роману Н. А. Островского «Как закалялась сталь», режиссёр: Б. И. Равенских; (премьера — 26.02.1971)
- 1971 — «Большая мама», режиссёр: Борис Толмазов; (премьера — 27.03.1971)
- 1971 — «Похождения бравого солдата Швейка» Я. Гашека, режиссёр: Оскар Ремез; (премьера − 21.05.1971)
- 1971 — «Легенда о Паганини» Владимира Балашова, режиссёр: Б. Н. Толмазов; (премьера − 25.11.1971)
- 1972 — «Квадратура круга» Катаева, режиссёр: Алексей Говорухо; (премьера − 16.02.1972)
- 1972 — «За что избили корреспондента»; (премьера − 16.02.1972)
- 1972 — «Невольницы» А. Н. Островского, режиссёр: А. Я. Говорухо; (премьера − 16.02.1972)
- 1972 — «Человек и джентльмен», режиссёр: Оскар Ремез; (премьера − 28.04.1972)
- 1973 — «Милицейская история»; (премьера − 16.02.1973)
- 1973 — «Всего три дня»; (премьера − 16.02.1973)
- 1973 — «Последние дни» М. А. Булгакова, режиссёр: Б. Н. Толмазов; (премьера — 18 мая 1973)
- 1974 — «Ночью без звезд»; (премьера − 16.02.1974)
- 1974 — «Сокровище»; (премьера − 16.02.1974)
- 1974 — «Последние дни» по пьесе Михаила Булгакова, режиссёр: Б. Н. Толмазов; (премьера — 18.05.1974)
- 1975 — «Судьба человека» по рассказу Шолохова, режиссёр: Б. Н. Толмазов; (премьера − 16.02.1975)
- 1975 — «Моя любовь на третьем курсе» М. Ф. Шатрова, режиссёр: А. Ю. Хайкин; (премьера − 16.02.1975)
- 1975 — «Недоросль» Д. И. Фонвизина, Режиссёр: О. Я. Ремез; (премьера − 16.02.1975)
- 1975 — «Разбойники» Ф. Шиллера, режиссёр: Алексей Говорухо; (премьера − 28.10.1975)
- 1976 — «Протокол одного заседания» А. Гельмана; (премьера − 16.02.1976)
- 1976 — «Каменное гнездо» Х. Вуолийоки, режиссёр: Б. Н. Толмазов; (премьера − 16.02.1976)
- 1976 — «Мужчины, носите мужские шляпы»; (премьера — 12.10.1976)
- 1976 — «Мораль пани Дульской», режиссёр: Леонид Танюк; (премьера — 01.12.1976)
- 1977 — «Иванов катер»; (премьера — 16.02.1977)
- 1977 — «Без вины виноватые» А. Н. Островского, режиссёр: Б. Н. Толмазов; (премьера — 13.05.1977)
- 1977 — «Третье поколение»; (премьера — 01.10.1977)
- 1977 — «Когда город спит» А. В. Чхаидзе, режиссёр: Л. С. Танюк; (премьера — 10.12.1977)
- 1978 — «Джельсомино в стране лжецов» Джанни Родари, режиссёр: Б. Н. Толмазов; (премьера — 16.08.1978)
- 1978 — «Жил-был Я»; (премьера — 24.03.1978)
- 1978 — «Римская баня» С. Стратиева, режиссёр: С. Станчев; (премьера — 01.04.1978)
- 1978 — «Пятый десяток» А. Белинского, режиссёр: С. А. Врагова; (премьера — 20.06.1978)
- 1979 — «Дети солнца» М. Горького, режиссёр: Алексей Говорухо; (премьера — 28.04.1979)
- 1979 — «Ждём человека» Р. Солнцева, режиссёр: С. А. Врагова
- 1981 — «Оптимистическая трагедия» В. В. Вишневского, режиссёр: Алексей Говорухо; (премьера — 05.01.1981)
- 1981 — «Пришел мужчина к женщине» Семена Золотникова, режиссёр: Иосиф Райхельгауз; (премьера — 29.12.1981)
- 1983 — «Мотивы» М. А. Ворфоломеева, режиссёр: Б. А. Морозов; (премьера — 30.12.1983)
- 1984 — «Обручение», режиссёр: Гедрюс Мацкявичюс; (премьера — 20.11.1984)
- 1984 — «Я − женщина» В. И. Мережко, режиссёр: Б. А. Морозов
- 1985 — «Крик», режиссёр: Б. А. Морозов; (премьера — 14.12.1985)
- 1985 — «Иван и мадонна» А. И. Кудрявцева, режиссёр: Б. А. Морозов
- 1987 — «Народный Малахий»; (премьера — 02.11.1987)
- 1987 — «Палата № 6» по А. П. Чехову, режиссёр: Юрий Ерёмин; (премьера — 12.12.1987)
- 1988 — «Подонки» Януша Гловацкого, Режиссёр: Юрий Еремин; (премьера — 19.02.1988)
- 1988 — «Любовь под вязами» Юджина О’Нила, режиссёр: Марк Леймос; (премьера — 23.03.1988)
- 1988 — «Бесы» Фёдора Достоевского по пьесе А. Камю «Одержимые», Режиссёр: Юрий Еремин; (премьера — 23.12.1988)
- 1990 — «Блэз» Клода Манье, режиссёр: Надежда Аракчеева; (премьера — 23.03.1990)
- 1990 — «Сон в летнюю ночь», режиссёр: Гай Спранг; (премьера — 30.10.1990)
- 1991 — «Эти свободные бабочки» Леонарда Герша, режиссёр: Юрий Еремин; (премьера — 30.11.1991)
- 1991 — «Пациентка», режиссёр: Юрий Еремин; (премьера — 21.12.1991)
- 1992 — «Один из последних вечеров карнавала» Карло Гольдони, режиссёр: Вячеслав Долгачёв; (премьера — 09.10.1992)
- 1992 — «Эрик XIV», режиссёр: Юрий Еремин; (премьера — 10.12.1992)
- 1993 — «Па-де-труа» по пьесе Нины Берберовой «Маленькая девочка», режиссёр: Елена Долгина; (премьера — 29.04.1993)
- 1993 — «История одной лестницы» Антонио Вальехо, режиссёр: Юрий Еремин; (премьера — 17.11.1993)
- 1994 — «Комната смеха» Аркадий Аверченко, режиссёр: Юрий Еремин; (премьера — 20.05.1994)
- 1994 — «Принцесса Брамбилла» Эрнста Теодора Амадей Гофмана, режиссёр: Гедрюс Мацкявичюс; (премьера — 25.12.1994)
- 1995 — «Семья Иванова» Андрея Платонова, режиссёр: Юрий Еремин; (премьера — 08.05.1995)
- 1995 — «Баловни судьбы», режиссёр: Елена Долгина; (премьера — 07.09.1995)
- 1995 — «Великий Гэтсби» Френсиса Фицджеральда, режиссёр: Элиз Торон; (премьера — 03.11.1995)
- 1996 — «Варшавская мелодия» Леонида Зорина, режиссёр: Виктор Гульченко; (премьера — 05.02.1996)
- 1996 — «Остров сокровищ» Роберта Льюиса Стивенсона, режиссёр: Евгений Писарев; (премьера — 08.09.1996)
- 1997 — «Дубровский» по роману А. С. Пушкина, режиссёр: Роман Мархолия; (премьера — 23.05.1997)
- 1997 — «Повести Белкина» А. С. Пушкина, режиссёр: Юрий Еремин; (премьера — 05.06.1997)
- 1998 — «Пизанская башня», режиссёр: Юрий Еремин; (премьера — 16.04.1998)
- 1998 — «Любовь и всякое такое» Джерома Сэлинджера, режиссёр: Евгений Писарев; (премьера — 23.09.1998)
- 1998 — «Проделки Скапена» Жан-Батиста Мольера, режиссёр: Надежда Аракчеева; (премьера — 27.11.1998)
- 1999 — «Женитьба Белугина» А. Островского, режиссёр: Вениамин Скальник; (премьера — 19.03.1999)
- 1999 — «DREISIEBENAS (ТРОЙКАСЕМЕРКАТУЗ)» Николай Коляда, режиссёр: Юрий Еремин; (премьера — 25.08.1999)
- 1999 — «Царь Эдип», режиссёр: Юрий Еремин; (премьера — 10.04.1999)
- 1999 — «Безумие любви»; (премьера — 09.12.1999)
- 1999 — «Зовите Печориным…» Нины Садур, режиссёр: Михаил Мокеев; (премьера — 17.09.1999)
- 1999 — «Последняя женщина сеньора Хуана» Леонида Жуховицкого, режиссёр: Дарья Попова; (премьера — 4.11.1999)
- 2000 — «Леди на день» Роберта Рискина, режиссёр: Дмитрий Астрахан; (премьера — 27.01.2000)
- 2000 — «Старомодная комедия» Алексея Арбузова, режиссёр: А.Ширяев, Ю.Еремин; (премьера — 22.03.2000)
- 2000 — «Обнаженные одеваются» Луиджи Пиранделло, режиссёр: Роман Козак; (премьера — 23.11.2000)
- 2000 — «Никто не умирает по пятницам» Роберта Брустина, режиссёр: Юрий Еремин; (премьера — 15.09.2000) (ФИЛИАЛ ТЕАТРА)
- 2001 — «Путники в ночи» О.Данилова, режиссёр: Дмитрий Астрахан; (премьера — 26.01.2001)
- 2001 — «Корова» Надежды Птушкиной, режиссёр: Надежда Птушкина; (премьера — 23.03.2001)
- 2001 — «Разбойники» Ф. Шиллера, режиссёр: Алексей Говорухо; (премьера — 02.09.2001)
- 2001 — «Верую!» А. Локтева по мотивам прозы В. Шукшина; (премьера — 06.04.2001) (ФИЛИАЛ ТЕАТРА)
- 2001 — «Академия смеха» К. Митани, режиссёр: Роман Козак; (премьера — 13.10.2001) (ФИЛИАЛ ТЕАТРА)
- 2001 — «Недосягаемая» С. Моэма, режиссёр: Алексей Говорухо; (премьера — 14.12.2001)
- 2001 — «Антигона» Ж. Ануя, режиссёр: В. Агеев; (премьера — 26.12.2001)
- 2002 — «Ромео и Джульетта» У. Шекспира, режиссёр: Роман Козак; (премьера — 22.03.2002)
- 2002 — «Откровенные полароидные снимки» Марка Равенхилла, режиссёр: Кирилл Серебренников; (премьера — 05.04.2002) (ФИЛИАЛ ТЕАТРА)
- 2002 — «В зрачке» Максима Курочкина, режиссёр: Ю. Урнов; (премьера — 14.09.2002) (ФИЛИАЛ ТЕАТРА)
- 2002 — «Черный принц» Айрис Мердок, режиссёр: Роман Козак; (премьера — 25.10.2002)
- 2002 — «Ревизор» Н. В. Гоголя, режиссёр: Евгений Писарев; (премьера — 28.10.2002)
- 2002 — «Цыганы» А. С. Пушкина, режиссёр: Марина Брусникина; (премьера — 07.12.2002) (ФИЛИАЛ ТЕАТРА)
- 2002 — «Татарин маленький» Алексея Пояркова, режиссёр: Владимир Петров; (премьера — 27.12.2002)
- 2003 — «Парящая лампочка» Вуди Аллена, режиссёр: Александр Огарев; (премьера — 07.03.2003) (ФИЛИАЛ ТЕАТРА)
- 2003 — «Бесприданница» А. Н. Островского, режиссёр: Владимир Салюк; (премьера — 10.04.2003)
- 2003 — «Вий» Н. В. Гоголя, режиссёр: Нина Чусова; (премьера — 30.05.2003) (ФИЛИАЛ ТЕАТРА)
- 2003 — «Наваждение» А. Галина, режиссёр: Роман Козак; (премьера — 31.10.2003)
- 2003 — «Трое на качелях» Л. Лунари, режиссёр: Роман Козак; (премьера − 26.12.2003)
- 2004 — «Ночи Кабирии» мотивам киносценария Федерико Феллини, режиссёр: Алла Сигалова; (премьера — 21.03.2004)
- 2004 — «Поздравляю с будним днем!» Яан Тятте, режиссёр: Роман Козак; (премьера — 07.05.2004)
- 2004 — «Дети священника» Мате Матишича, Режиссёр: Александр Огарев; (премьера — 17.09.2004) (ФИЛИАЛ ТЕАТРА)
- 2004 — «Кот в сапогах» Шарля Перро, режиссёр: Евгений Писарев; (премьера — 02.10.2004)
- 2004 — «Сон в шалую ночь» У. Шекспира, режиссёр: Нина Чусова; (премьера — 25.12.2004)
- 2005 — «Джан» Андрея Платонова, режиссёр: Роман Козак; (премьера — 27.01.2005) (ФИЛИАЛ ТЕАТРА)
- 2005 — «Косметика врага» Амели Нотомб, режиссёр: Роман Козак; (премьера — 24.02.2005)
- 2005 — «И вдруг…» по А. П. Чехову, режиссёр: Алла Азарина; (премьера — 08.06.2005)
- 2005 — «Одолжите тенора» Кена Людвига, режиссёр: Евгений Писарев; (премьера — 29.09.2005)
- 2005 — «Самоубийца» Николая Эрдмана, режиссёр: Роман Козак; (премьера — 15.12.2005)
- 2005 — «Счастливые дни» Самюэля Беккета, режиссёр: Михаил Бычков; (премьера — 24.12.2005) (ФИЛИАЛ ТЕАТРА)
- 2006 — «Прошлым летом в Чулимске» Александра Вампилова, режиссёр: Игорь Бочкин; (премьера — 23.02.2006)
- 2006 — «Девичник Club» Айвона Менчелла, режиссёр: Роман Козак; (премьера — 14.09.2006)
- 2006 — «В тени виноградника» Валерия Мухарьямова по мотивам повести Исаака Зингера, режиссёр: Михаил Мокеев; (премьера — 08.12.2006) (ФИЛИАЛ ТЕАТРА)
- 2006 — «Мадам Бовари» по мотивам романа Гюстава Флобера, режиссёр: Алла Сигалова; (премьера — 25.12.2006)
- 2007 — «Бубен верхнего мира», режиссёр: Марина Брусникина; (премьера — 16.06.2007)
- 2007 — «Пули над Бродвеем» Петра Розенфельда по мотивам киносценария Вуди Аллена, режиссёр: Евгений Писарев; (премьера — 29.09.2007)
- 2007 — «Человек, зверь и добродетель» Луиджи Пиранделло, режиссёр: Михаил Бычков; (премьера — 11.12.2007)
- 2008 — «Offис» по пьесе Ингрид Лаузунд «Бесхребетность», режиссёр: Роман Козак; (премьера — 02.03.2008) (ФИЛИАЛ ТЕАТРА)
- 2008 — «Смешные Жэ Мэ» дефиле по мотивам пьесы Жан-Батиста Мольера «Смешные жеминницы», режиссёр: Елена Новикова; (премьера — 26.01.2008) (ФИЛИАЛ ТЕАТРА)
- 2008 — «Саранча» Биляны Срблянович, режиссёр: Роман Козак; (премьера — 25.09.2008)
- 2008 — «Прекрасность жизни», режиссёр: Марина Брусникина; (премьера — 23.10.2008)
- 2008 — «Дамский портной» Жоржа Фейдо, режиссёр: Александр Огарев; (премьера — 12.12.2008)
- 2009 — «Крейцерова соната» Льва Толстого, режиссёр: Александр Назаров; (премьера — 21.01.2009)
- 2009 — «Письмо счастья» по пьесе Танкреда Дорста «Фернандо Крапп написал мне письмо», режиссёр: Дж. Дж. Джилинджер; (премьера — 06.03.2009)
- 2009 — «Федра» Марины Цветаевой, режиссёр: Лукас Хемлеб; (премьера — 09.10.2009)
- 2009 — «Разбойники», режиссёр: Василий Бархатов; (премьера — 19.12.2009)
- 2010 — «Босиком по парку» Нила Саймона, режиссёр: Евгений Писарев; (премьера — 06.03.2010)
- 2010 — «Бешеные деньги» А. Н. Островского, режиссёр: Роман Козак; (премьера — 08.05.2010)
- 2010 — «Турандот» Федора Михайловича Гоцци, режиссёр: Константин Богомолов; (премьера — 08.10.2010)
- 2011 — «Мышеловка» Агаты Кристи, режиссёр: Надежда Аракчеева; (премьера — 28.01.2011)
- 2011 — «Много шума из ничего» У. Шекспира, режиссёр: Евгений Писарев; (премьера — 22.04.2011)
- 2011 — «Тестостерон» Анджея Сарамоновича, режиссёр: Михаил Морсков; (премьера — 13.05.2011) (ФИЛИАЛ ТЕАТРА)
- 2011 — «Любовь. Письма» Альберта Гурнея, режиссёр: Юлия Меньшова; (премьера — 07.10.2011)
- 2012 — «Великая магия» Эдуардо де Филиппо, режиссёр: Евгений Писарев; (премьера — 04.02.2012)
- 2012 — «Отражения, или Истинное» Тома Стоппарда, режиссёр: Олег Тополянский; (премьера — 16.03.2012) (ФИЛИАЛ ТЕАТРА)
- 2012 — «Чужаки» Энни Бейкер, режиссёр: Адриан Джурджиа; (премьера — 15.09.2012) (ФИЛИАЛ ТЕАТРА)
- 2012 — «Таланты и покойники» по Марку Твену, режиссёр: Евгений Писарев; (премьера — 11.05.2012)
- 2012 — «Материнское поле» по повести Чингиза Айтматова, режиссёр: Сергей Землянский; (премьера — 09.10.2012) (ФИЛИАЛ ТЕАТРА)
- 2013 — «Добрый человек из Сезуана» Бертольта Брехта, режиссёр: Юрий Бутусов; (премьера — 01.02.2013)
- 2013 — «Ричард — Ричард» У. Шекспира, режиссёр: Борис Дьяченко; (премьера — 24.02.2013) (ФИЛИАЛ ТЕАТРА)
- 2013 — «Дама с камелиями» Александра Дюма (сын), режиссёр: Сергей Землянский; (премьера — 11.05.2013)
- 2013 — «Две дамочки в сторону севера» Пьера Нотта, режиссёр: Надежда Аракчеева; (премьера — 12.09.2013) (ФИЛИАЛ ТЕАТРА)
- 2013 — «Песни о Силе» Любы Стрижак, режиссёр: Елена Новикова; (премьера — 05.10.2013) (ФИЛИАЛ ТЕАТРА)
- 2013 — «Мера за меру» У. Шекспира, режиссёр: Деклан Доннеллан; (премьера — 22.11.2013)
- 2014 — «С вечера до полудня» Виктора Розова, режиссёр: Рузанна Мовсесян; (премьера — 20.03.2014) (ФИЛИАЛ ТЕАТРА)
- 2014 — «Женитьба Фигаро» Пьер Бомарше, режиссёр: Евгений Писарев; (премьера — 23.04.2014)
- 2014 — «Эстроген» Йо Стромгрена, режиссёр: Йо Стромгрен; (премьера — 25.06.2014)
- 2014 — «Доходное место» А. Н. Островского, режиссёр: Роман Самгин; (премьера — 04.10.2014)
- 2014 — «Рождество О. Генри» Питер Экстром, режиссёр: Алексей Франдетти; (премьера — 14.11.2014)
- 2014 — «Камерный Театр.100 лет. Спектакль-посвящение» Елены Греминой, режиссёр: Евгений Писарев; (премьера — 25.12.2014)
- 2015 — «Вишневый сад» А. П. Чехова, режиссёр: Владимир Мирзоев; (премьера — 30.01.2015)
- 2015 — «Обещание на рассвете» Ромена Гари, режиссёр: Алексей Кузмин-Тарасов; (премьера — 13.02.2015) (ФИЛИАЛ ТЕАТРА)
- 2015 — «Тартюф» Жан-Батист Мольер, режиссёр: Брижитт Жак-Важман; (премьера — 12.05.2015)
- 2015 — «Жанна д’Арк», режиссёр: Сергей Землянский; (премьера — 16.10.2015)
- 2015 — «Кошки-мышки» Иштвана Эркеня, режиссёр: Павел Курочкин; (премьера — 03.10.2015) (ФИЛИАЛ ТЕАТРА)
- 2015 — «Отпуск без конца», режиссёр: Андрей Стадников; (премьера — 12.12.2015) (ФИЛИАЛ ТЕАТРА)
- 2016 — «Семейка Краузе» Александра Коровкина, Режиссёр: Надежда Аракчеева; (премьера — 20.01.2016)
- 2016 — «Дом, который построил Свифт» Григория Горина, режиссёр: Евгений Писарев; (премьера — 19.03.2016)
- 2016 — «Горький. Дно. Высоцкий» М. Горького, В. Высоцкого, режиссёр: Борис Дьяченко; (премьера — 13.05.2016)
- 2016 — «Барабаны в ночи» Бертольта Брехта, режиссёр: Юрий Бутусов; (премьера — 11.11.2016)
- 2017 — «Апельсины & лимоны» по пьесе Ноэла Коуарда «Сенная лихорадка», режиссёр: Евгений Писарев; (премьера — 09.02.2017)
- 2017 — «Гардения» Эльжбеты Хованец, режиссёр: Семен Серзин; (премьера — 06.05.2017) (ФИЛИАЛ ТЕАТРА)
- 2017 — «Эта прекрасная жизнь» Кена Людвига, режиссёр: Роман Самгин; (премьера — 10.05.2017)
- 2017 — «Не от мира сего» А. Н. Островского, режиссёр: Екатерина Половцева; (премьера — 13.09.2017) (ФИЛИАЛ ТЕАТРА)
- 2017 — «Три Ивана» Юлия Кима, режиссёр: Игорь Теплов; (премьера — 15.10.2017)
- 2017 — «Семинар» Терезы Ребек, режиссёр: Сергей Аронин; (премьера — 16.12.2017) (ФИЛИАЛ ТЕАТРА)
- 2017 — «Обязательно праздник. Памяти Романа Козака» вечер памяти, режиссёр: Евгений Писарев; (премьера — 04.12.2017)
- 2018 — «С училища» Андрея Иванова, режиссёр: Семен Серзин; (премьера — 20.01.2018) (ФИЛИАЛ ТЕАТРА)
- 2018 — «Влюбленный Шекспир» Тома Стоппарда, режиссёр: Евгений Писарев; (премьера — 11.05.2018)
- 2018 — «Сделано в СССР» Игоря Гатина, режиссёр: Алексей Золотовицкий; (премьера — 01.10.2018) (ФИЛИАЛ ТЕАТРА)
- 2018 — «Гедда Габлер» Генрик Ибсен, режиссёр: Анатолий Шульев; (премьера — 27.10.2018)
- 2019 — «Рыцарь пламенеющего пестика» Фрэнсиса Бомонта, режиссёр: Деклан Доннеллан; (премьера — 13.03.2019)
- 2019 — «Рок. Дневник Анны Франк», спектакль-концерт по дневникам Анны Франк, Режиссёр: Семен Серзин; (премьера — 12.05.2019)
- 2019 — «Дорога перемен» Ричарда Йетса, режиссёр: Владимир Бельдиян; (премьера — 21.05.2019) (ФИЛИАЛ ТЕАТРА)
- 2019 — «Инспектор пришел» Джона Бойнтона Пристли, режиссёр: Олег Пышненко; (премьера — 26.10.2019)
- 2019 — «Все о нашем доме», режиссёр: Евгений Писарев; (премьера — 25.12.2019)
- 2020 — «Двенадцатая ночь» Уильяма Шекспир, режиссёр: Андрей Кузичев; (премьера — 05.02.2020)
- 2020 — «Ложные признания»[11] Пьер Карле де Шамблен де Мариво, режиссёр: Евгений Писарев; (премьера — 29.08.2020)
- 2020 — «Обычный конец света» Жан-Люка Лагарса, режиссёр: Данил Чащин; (премьера — 11.11.2020)
- 2020 — «Заповедник» Сергея Довлатова, Режиссёр: Игорь Теплов; (премьера — 05.12.2020)
- 2021 — «Между делом», автор и режиссёр: Евгений Гришковец; (премьера — 18.02.2021)
- 2021 — «Костик», автор и режиссёр: Дмитрий Крымов; (премьера — 06.09.2021)
- 2021 — «Швейцария» Джоанна Мюррей-Смит, режиссёр: Татьяна Тарасова; (премьера — 11.09.2021)
- 2021 — «Машалава» Марии Конторович, режиссёр: Владимир Киммельман; (премьера — 22.09.2021)
- 2021 — «Стражи Тадж-Махала» Раджив Джозеф, режиссёр: Алексей Золотовицкий; (премьера —12.11.2021)
- 2022 — «Мадам Рубинштейн» по пьесе Джона Мисто, режиссёр: Евгений Писарев; (премьера — 11.02.2022)
- 2022 — «Слуга двух господ» Карло Гольдони, режиссёр: Юрий Муравицкий; (премьера — 01.04.2022)
- 2022 — «Багровый остров» по пьесе М. Булгакова, режиссёр: Евгений Писарев, Фёдор Левин; (премьера — 12.10.2022)
- 2022 — «Красавец мужчина» по пьесе А. Островского, режиссёр: Данил Чащин; (премьера — 09.12.2022)
- 2023 — «Зойкина квартира» Михаила Булгакова, режиссёр: Евгений Писарев; (премьера — 13.05.2023)
- 2023 — «Л.Е.С.», спектакль студентов мастерской Евгения Писарева, режиссёр: Евгения Дмитриева; (премьера — 03.10.2023)
- 2023 — «Последний аттракцион» Дэвид Линдси-Эбер, режиссёр: Андрей Заводюк; (премьера — 13.10.2023)
- 2023 — «Космос» Алексея Житковского, режиссёр: Игорь Теплов; (премьера — 11.11.2023)
- 2023 — «Лицей», спектакль студентов мастерской Евгения Писарева по мотивам пьесы «Лицей. Девятый выпуск» Е. Исаевой, режиссёр: Андрей Кузичев; (премьера — 20.11.2023)
- 2024 — «Человек и джентльмен» Эдуардо Де Филиппо, режиссёр: Олег Пышненко; (премьера — 01.03.2024)
- 2024 — «Апогей» С. Юрский. Моноспектакль Александра Арсентьева, режиссёр: Александр Арсентьев; (премьера — 15.03.2024)
- 2024 — «Белый Вальс», спектакль студентов мастерской Евгения Писарева по пьесе А. Арбузова «Мой бедный Марат», режиссёр: Борис Дьяченко; (премьера — 09.04.2024)
- 2024 — «Завтра была война» Борис Васильев, режиссёр: Владимир Киммельман; (премьера — 07.05.2024)
- 2024 — «Маленькие трагедии» А. С. Пушкина, режиссёр: Филипп Гуревич; (премьера — 25.09.2024)

## Известные спектакли
- «Аленький цветочек», режиссёр Леонид Лукьянов
- «Барабаны в ночи», режиссёр Юрий Бутусов
- «Бешеные деньги», режиссёр Роман Козак
- «Босиком по парку», режиссёр Евгений Писарев
- «Великая магия», режиссёр Евгений Писарев
- «Дамский портной», режиссёр Александр Огарёв
- «Добрый человек из Сезуана», режиссёр Юрий Бутусов
- «Дом, который построил Свифт», режиссёр Евгений Писарев
- «Доходное место», режиссёр Роман Самгин
- «Девичник CLUB», режиссёр Роман Козак
- «Женитьба Фигаро», режиссёр Евгений Писарев
- «Много шума из ничего», режиссёр Евгений Писарев
- «Материнское поле», режиссёр Сергей Землянский
- «Крейцерова соната», режиссёр Александр Назаров
- «Любовь. Письма», режиссёр Юлия Меньшова
- «Остров сокровищ», режиссёр Евгений Писарев
- «Одолжите тенора!», режиссёр Евгений Писарев
- «Offис», режиссёр Роман Козак
- «Отражения, или Истинное», режиссёр Олег Тополянский
- «Повести Белкина», режиссёр Юрий Ерёмин
- «Путники в ночи», режиссёр Дмитрий Астрахан
- «Счастливые дни», режиссёр Михаил Бычков
- «Таланты и покойники», режиссёр Евгений Писарев
- «Тестостерон», режиссёр Михаил Морсков
- «В тени виноградника», режиссёр Михаил Мокеев
- «И вдруг…», режиссёр Алла Азарина
- «Мышеловка», режиссёр Надежда Аракчеева
- «Ричард — Ричард», режиссёр Борис Дьяченко
- «Ревизор», режиссёр Евгений Писарев
- «Эта прекрасная жизнь», режиссёр Роман Самгин[12].